# Konyan
Konyan é uma região histórica localizada na Nzérékoré (região) da Guiné. Sua principal cidade é Beyla. É um planalto alto e largo na borda da zona da cola, e foi o local de nascimento de Samori Turé.